# Җ
Das Җ, җ ist ein Buchstabe des kyrillischen Alphabets. Er leitet sich vom Ж ab.

## Verwendung und Transkription
- in der tatarischen Sprache Ersatz für ЗЬ ([⁠ʓ⁠]), in der lateinischen  Transkription als c dargestellt
- in der kalmückischen Sprache Ersatz für ДЖ ([⁠ʤ⁠]), in der lateinischen Transkription jeweils als ġ, j dj, dsch, đ oder dž dargestellt
- in der dunganischen Sprache Ersatz für ТЧ ([tʂ]), ([tɕ]), in der lateinischen Transkription jeweils als tsch, tz oder ț dargestellt
- ehemals verwendet in der turkmenischen Sprache, im modernen lateinischen Alphabet dargestellt als j